# Vissel Kobe
El Vissel Kobe (ヴィッセル神戸 Visseru Kōbe?) es un club de fútbol japonés de la J1 League. El club está situado en la ciudad de Kōbe, capital de la prefectura de Hyōgo. El club disputa sus partidos como local en el Estadio Parque Misaki, en Hyōgo-ku, aunque algunos partidos en casa se juegan en el Kobe Universiade Memorial Stadium en Suma-ku, Kobe.

## Historia

### Kawasaki Steel SC (1966-1994)
El club fue fundado como un equipo semiprofesional de la empresa de aceros Kawasaki en 1966, situada en Kurashiki, en la prefectura de Okayama. Logró su ascenso a la segunda división de la JSL en 1986, y permaneció en ella hasta la reestructuración del campeonato pasando a la JFL.

### Vissel Kobe (1995-actualidad)
En 1994 la ciudad de Kōbe alcanzó un acuerdo con Kawasaki Steel para trasladar el equipo a su ciudad, y comenzar así una carrera para luchar por tener un equipo profesional. Pasó a llamarse Vissel Kobe, que es una combinación de las palabras victory y vessel en referencia a la historia de Kobe como ciudad portuaria, y contó con el apoyo de la empresa Daiei como patrocinador principal, pero debido al terremoto de 1995 el Ayuntamiento mismo tuvo que operar el club. En 1996 obtienen su ascenso como subcampeón de la antigua JFL para debutar en la J. League 1997.
Su paso por el campeonato no fue demasiado bueno, y tras su descenso a la J2 League comenzó a perder patrocinadores. En el año 2003 el equipo estuvo a un paso de declararse en bancarrota, pero fue vendido a un grupo inversor propietario también del portal web de ventas Rakuten. Tras realizar varias inversiones e incluso cambiar los colores del equipo (que anteriormente era albinegro) ascendió en el año 2006.
La Rakuten por fin accedió a una fuente de jugadores expertos cuando se convirtió en patrocinador principal del F. C. Barcelona español. Al traer jugadores de alto calibre como David Villa, Andrés Iniesta y Thomas Vermaelen a partir de 2016, consiguió su primer título, la Copa del Emperador de 2019 en Año Nuevo 2020 al derrotar al favorito Kashima Antlers 2 a 0 en el nuevo Estadio Nacional de Tokio. En 2023 lograron su primer título de J1 League, fue consumado gracias a una victoria por 2-1 en casa ante Nagoya Grampus. En la temporada 2024 Vissel Kobe logró defender el título de J1 League y además ganó su segunda Copa del Emperador.

## Estadio

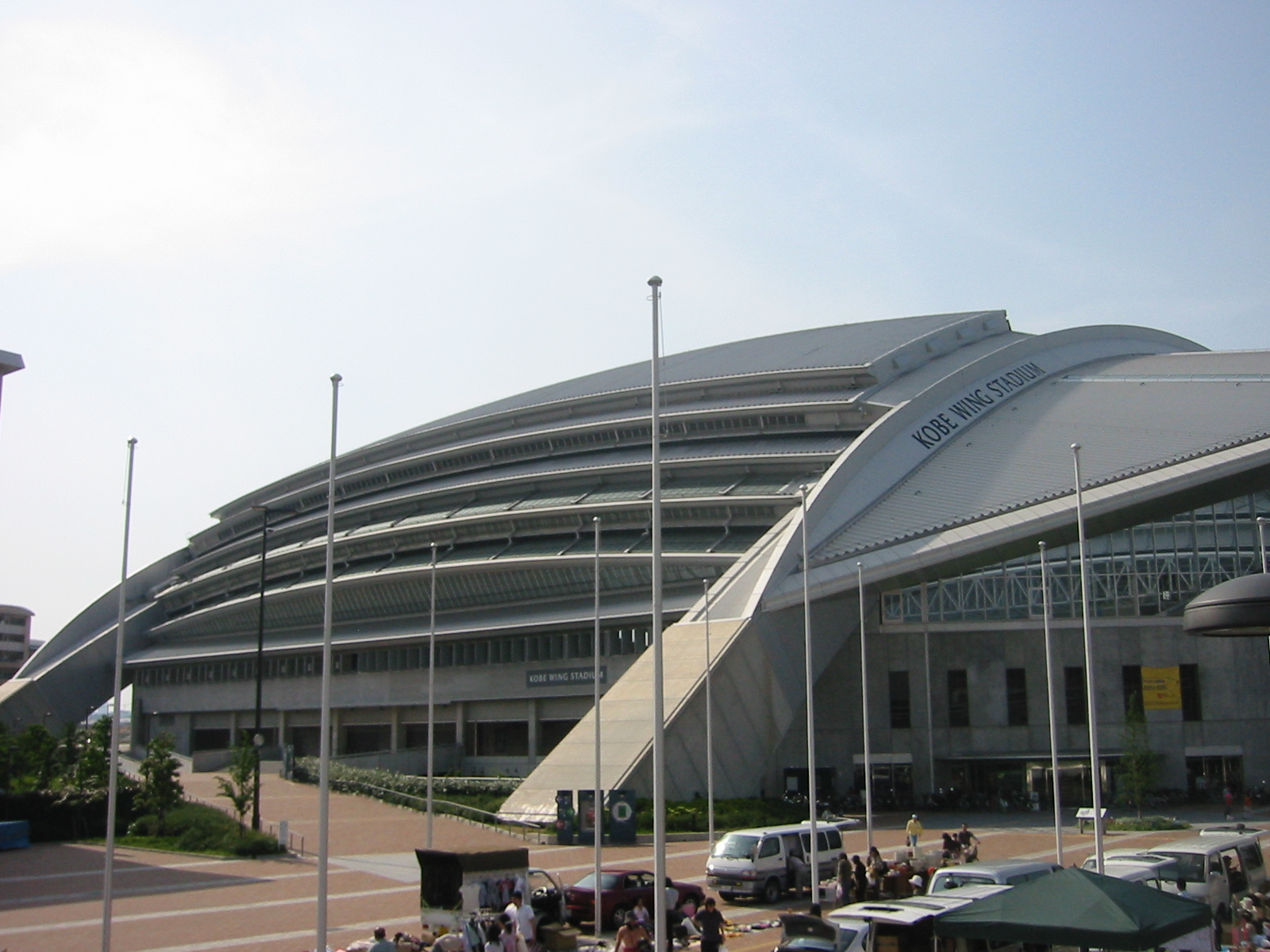
Exterior del estadio

Juega sus partidos como local en el Home's Stadium Kobe, con capacidad para 30.132 espectadores y césped natural.

## Jugadores

### Jugadores en préstamo
| Prestados |      |      |        |      |               |
| N.º       | Nac. | Pos. | Nombre | Edad | Último equipo |

### Jugadores destacados
| Japón - Ryuji Bando - Yoshito Okubo - Akihiro Endo - Takashi Hirano - Takuya Jinno - Shoji Jo - Keiji Kaimoto - Ryuji Michiki - Atsuhiro Miura - Kazuyoshi Miura - Tsuneyasu Miyamoto - Shigeyoshi Mochizuki - Masayuki Okano - Mitsutoshi Watada - Kotaro Nakao (1992-1997) - Koji Okamoto (1995-1998) - Kazuhiro Mori (2000-2004) - Kota Ogi (2002-2007) - Junya Tanaka (2005)\| | AFC - Matthew Bingley - Choi Sung-Yong - Ha Seok-Ju - Kim Do-Hoon - Kim Nam-Il |  | CAF - Kameni Vilardell - Patrick Mboma |  | CONMEBOL - Anderson Carvalho - Bismarck - Botti - Emerson Thome - Fábio Simplício - Oséas - Popó - Roger - Santos - Adílson Ferreira de Souza - Lincoln Corrêa dos Santos |  | UEFA - Thomas Vermaelen - Pavel Horváth - Ivo Ulich - Michael Laudrup - Budimir Vujačić - Lee Baxter - Jan Jönsson - Thomas Bickel - İlhan Mansız - Lukas Podolski - Andrés Iniesta(2018-2023) - David Villa - Sergi Samper - Bojan Krkić - Juan Mata(2023) |

## Entrenadores
| Entrenador               | País            | Periodo                                  |
| ------------------------ | --------------- | ---------------------------------------- |
| Stuart Baxter            | Escocia         | 1995-97                                  |
| Hiroshi Kato             | Japón           | Diciembre de 1997                        |
| Benito Floro             | España          | 1998                                     |
| Harumi Kori              | Japón           | Octubre de 1998                          |
| Ryoichi Kawakatsu        | Japón           | 1999–02                                  |
| Hiroshi Matsuda          | Japón           | Agosto de 2002                           |
| Hiroshi Soejima          | Japón           | 2003                                     |
| Ivan Hašek               | República Checa | 2004                                     |
| Hiroshi Kato             | Japón           | Octubre de 2004                          |
| Hideki Matsunaga         | Japón           | 2005                                     |
| Pavel Řehák              | República Checa | Abril 2004 (Interino)                    |
| Emerson Leão             | Brasil          | Abril de 2005                            |
| Pavel Řehák              | República Checa | Julio de 2005                            |
| Stuart Baxter            | Escocia         | 2006                                     |
| Hiroshi Matsuda          | Japón           | Septiembre 2006–08                       |
| Caio Júnior              | Brasil          | 2009                                     |
| Masahiro Wada (interino) | Japón           | Julio de 2009                            |
| Toshiya Miura            | Japón           | Agosto de 2009                           |
| Masahiro Wada            | Japón           | Septiembre 2010-12                       |
| Ryo Adachi               | Japón           | Abril 2012 (Interino)                    |
| Akira Nishino            | Japón           | Mayo de 2012                             |
| Ryo Adachi               | Japón           | Noviembre de 2012 (Interino)             |
| Ryo Adachi               | Japón           | 2013–14                                  |
| Nelsinho Baptista        | Brasil          | Diciembre 2014-17                        |
| Takayuki Yoshida         | Japón           | Agosto 2017–18                           |
| Juan Manuel Lillo        | España          | Septiembre 2018-19                       |
| Takayuki Yoshida         | Japón           | Abril de 2019 (Interino)                 |
| Thorsten Fink            | Alemania        | Junio de 2019 - septiembre de 2020       |
| Atsuhiro Miura           | Japón           | Septiembre de 2020 - marzo de 2022       |
| Lluís Planagumà          | España          | Marzo de 2022 - abril de 2022 (Interino) |
| Miguel Ángel Lotina      | España          | Abril de 2022 - junio de 2022            |
| Takayuki Yoshida         | Japón           | Junio de 2022 - Actualidad               |

## Palmarés
| Competición nacional     | Títulos    | Subcampeonatos |
| ------------------------ | ---------- | -------------- |
| J1 League (2/0)          | 2023, 2024 |                |
| Copa del Emperador (2/0) | 2019, 2024 |                |
| Supercopa de Japón (1/2) | 2020       | 2024, 2025     |

## Rivalidades
Derbi de Kansai
El derbi donde los equipos representan a las ciudades Osaka, Kioto y Kobe, ubicadas dentro de la región de Kansai y representadas por el Gamba Osaka, Cerezo Osaka, Kyoto Sanga y Vissel Kobe respectivamente.
Derbi de Hanshin
Este es el derbi consiste en los partidos que disputan los equipos de Osaka (Gamba Osaka y Cerezo Osaka) contra los de Kobe (Vissel Kobe).
Derbi del Estrecho
El derbi enfrenta a los clubes de las ciudades de cada lado del estrecho de Naruto, famoso por sus remolinos. el Vissel Kobe representando a Kobe y el Tokushima Vortis representando a la ciudad de Naruto.
Derbi de Sanyo
El derbi enfrenta a Kobe con el Fagiano Okayama, equipo de la vecina ciudad de Okayama. Ambos clubes tuvieron sus orígenes en la cercana Kurashiki antes de mudarse, el Vissel en 1995 y el Fagiano (entonces conocido como River Free Kickers) en 2004. También se le llama Derbi Kawatetsu por su original compañía matriz, Kawasaki Steel, antigua subsidiaria de la Kawasaki Heavy Industries, y actualmente parte de la acerera JFE Holdings.

## Clubes afiliados
- Chonburi FC[6]
- Ezra FC